# باب اندرسون (راننده مسابقه)
رابرت هیو فیرون اندرسون (انگلیسی: Robert Hugh Fearon Anderson؛ زادهٔ ۱۹ مهٔ ۱۹۳۱ در هندون، لندن، درگذشتهٔ ۱۴ اوت ۱۹۶۷ در نورث‌همپتون) رانندهٔ مسابقات اتومبیل‌رانی اهل بریتانیا بود که از فصل ۱۹۶۳ تا ۱۹۶۷ در مجموع در ۲۹ گراند پری از مسابقات جهانی فرمول یک شرکت کرد.
اندرسون در طول دوران فعالیت خود در فرمول یک، ۱ بار بر روی سکو رفت و ۸ امتیاز را به نام خود به‌ثبت رساند.
اندرسون در ۱۴ اوت ۱۹۶۷ بر اثر تصادف رانندگی در مرحلهٔ آزمون و تحمل جراحات شدید در نورث‌همپتون درگذشت.